# Trimosinidae
Trimosinidae es una familia de foraminíferos bentónicos de la Superfamilia Buliminoidea, del Suborden Buliminina y del Orden Buliminida. Su rango cronoestratigráfico abarca el Holoceno.

## Discusión
Clasificaciones previas incluían Trimosinidae en el Suborden Rotaliina y/o Orden Rotaliida.

## Clasificación
Trimosinidae incluye a las siguientes géneros:
- Mimosina
- Trimosina
- Quirimbatina